# Czerwona Niwa
Czerwona Niwa (prononciation : [t͡ʂɛrˈvɔna ˈniva]) est un village polonais de la gmina de Wiskitki dans le powiat de Żyrardów de la voïvodie de Mazovie dans le centre-est de la Pologne.
Il se situe à environ 9 kilomètres au nord-ouest de Wiskitki (siège de la gmina, 13 kilomètres au nord-ouest de Żyrardów (siège de la Powiat) et à 49 kilomètres à l'ouest de Varsovie (capitale de la Pologne).

## Histoire
De 1975 à 1998, le village appartenait administrativement à la voïvodie de Skierniewice.